# اثر سرد شدن
در زمینهٔ حقوقی، اثر سرد شدن٬ اثر بازدارنده ویا اثر سرکوب‌گر (به انگلیسی: Chilling Effect) به معنای بازداشتن یا دلسرد کردن افراد از استفادهٔ مشروع از حقوق طبیعی و قانونی خود به دلیل تهدید به مجازات قانونی است. این اثر ممکن است در نتیجهٔ اقداماتی قانونی مانند تصویب یک قانون، رأی یک دادگاه، یا تهدید به شکایت قضایی تهدید به شکایت قضایی ایجاد شود. به‌عبارتی، هر اقدام قانونی که باعث شود افراد در استفاده از حقوق مشروع خود (مانند آزادی بیان یا سایر حقوق) دچار تردید شوند و از ترس پیامدهای حقوقی، از آن صرف‌نظر کنند.
زمانی که این ترس در نتیجهٔ تهدید به شکایت بابت افترا یا نشر اکاذیب به وجود آید، به آن سرمای افترا (Libel Chill) گفته می‌شود. شکایتی که به‌طور خاص با هدف ایجاد اثر بازدارنده طرح می‌شود، ممکن است دعوی استراتژیک علیه مشارکت عمومی (SLAPP) نامیده شود.
در این زمینه، واژهٔ «سرد شدن» (Chilling) معمولاً به معنای کند شدن یا کاهش نامطلوب یک فعالیت به کار می‌رود. خارج از حوزهٔ حقوقی و در کاربرد عمومی، هر گونه اجبار یا تهدید به اجبار (یا سایر شرایط ناخوشایند) می‌تواند اثری سرد کننده بر رفتار گروهی از افراد داشته باشد، و این اثر اغلب می‌تواند به‌صورت آماری اندازه‌گیری شود یا به‌روشنی مشاهده گردد.
برای مثال، تیتر خبری «افزایش شدید قیمت بیمه سیل، اثر بازدارنده‌ای بر برخی معاملات مسکن دارد»، و همچنین عنوان خلاصهٔ یک پژوهش دو بخشی بر روی ۱۶۰ دانشجوی دانشگاه که در روابط عاشقانه حضور داشتند: «اثر بازدارندهٔ پتانسیل پرخاشگری بر ابراز شکایت‌ها در روابط صمیمانه»، نمونه‌هایی از کاربرد این اصطلاح در زمینه‌های غیرحقوقی هستند.

## کاربرد
در قوانین ایالات متحده و کانادا، اصطلاح اثر سرد شدن (chilling effects) به تأثیر بازدارنده‌ای اشاره دارد که قوانین مبهم یا بیش از حد گسترده ممکن است بر فعالیت‌های مشروع گفتاری داشته باشند و موجب سرکوب آن‌ها شوند.
با این حال، این اصطلاح امروزه به‌طور گسترده‌ای خارج از اصطلاحات حرفه‌ای حقوقی آمریکا نیز به کار می‌رود؛ مانند اثر سرد شدن ناشی از قیمت‌های بالا، یا پلیس فاسد، یا «پیامدهای تهاجمی مورد انتظار» (برای مثال، در روابط شخصی).
اثر سرد شدن، اثری است که باعث کاهش، سرکوب، دلسردی، تأخیر یا به‌طور کلی کند شدن در گزارش دادن نگرانی‌ها از هر نوع می‌شود.
نمونه‌ای از اثر سرد شدن در حقوق رویه‌ای کانادا را می‌توان در پروندهٔ «یورفیدا علیه مک‌اینتایر» (Iorfida v. MacIntyre) مشاهده کرد؛ جایی که یکی از طرفین، قانون کیفری ممنوع‌کنندهٔ انتشار مطالب مربوط به مصرف مواد مخدر غیرقانونی را به چالش کشید و آن را مغایر با قانون اساسی دانست. دادگاه تشخیص داد که این قانون دارای اثر سرد شدن بر اشکال مشروع بیان بوده و می‌تواند منجر به سرکوب مباحثات سیاسی دربارهٔ مسائلی مانند قانونی‌سازی ماریجوانا شود.
دادگاه تصریح کرد که تحلیل مورد استفاده‌اش دقیقاً مشابه با تحلیل «اثر سرد شدن» در حقوق آمریکا نیست، اما اثر سرد شدن ناشی از این قانون را به‌عنوان بخشی از تحلیل خود در نظر گرفت.
در رابطه با پروندهٔ عمر فاروق گرگرلی در ترکیه، دفتر کمیساریای عالی حقوق بشر سازمان ملل متحد (OHCHR) اعلام کرد که سوءاستفادهٔ ترکیه از تدابیر مقابله با تروریسم می‌تواند اثر سرد شدن بر بهره‌مندی از آزادی‌های اساسی و حقوق بشر داشته باشد.
تنش‌های دونالد ترامپ با رسانه‌ها به‌عنوان نمونه‌ای از اثر سرد شدن توصیف شده است.

## تاریخچه
در سال ۱۶۴۴، جان میلتون در اثر خود به نام آرئوپاژیتیکا (Areopagitica)، اثر سرد شدن ناشی از سانسور را چنین بیان کرد:
بی‌اعتماد بودن به قضاوت و صداقت کسی که تنها از شهرتی معمول در دانش برخوردار است و هرگز مرتکب خطایی نشده، و نپذیرفتن اینکه او حق دارد اندیشه‌اش را بدون ناظر یا ممتحن به چاپ برساند، مبادا که دچار بدعت یا فسادی شود، بزرگ‌ترین بی‌مهری و اهانتی است که می‌توان بر روحی آزاد و آگاه روا داشت.
اصطلاح اثر سرد شدن از اوایل دهه ۱۹۵۰ در ایالات متحده به کار رفته است. دیوان عالی ایالات متحده برای نخستین بار در سال ۱۹۵۲ در پرونده ویمن علیه آپدگراف (Wieman v. Updegraff) به مفهوم «اثر سرد شدن» در زمینه قانون اساسی ایالات متحده اشاره کرد.
این اصطلاح به عنوان یک واژه حقوقی بیشتر شناخته شد زمانی که ویلیام جی. برنان، قاضی دیوان عالی ایالات متحده، در رأی قضایی خود در پرونده لامونت علیه رئیس کل پست (Lamont v. Postmaster General) از آن استفاده کرد. در این پرونده، قانونی که دریافت‌کنندگان خدمات پستی را ملزم می‌کرد تا به‌طور مشخص اجازه تحویل «تبلیغات سیاسی کمونیستی» را صادر کنند، لغو شد.
با این حال، پرونده لامونت حول قانونی که به‌طور صریح آزادی بیان را سرکوب کند نمی‌چرخید. اثر سرد شدن که در آن زمان به آن اشاره شد، به معنای «اثر بازدارنده» بر آزادی بیان بود — حتی زمانی که قانونی به‌طور صریح آن را ممنوع نکرده باشد. به‌طور کلی، اصطلاح اثر سرد شدن همچنین برای اشاره به قوانینی یا اقداماتی به کار می‌رود که ممکن است به‌طور مستقیم سخن مشروع را ممنوع نکنند، اما بار غیرضروری و سنگینی بر آزادی بیان تحمیل کنند.

### اثرات سردکننده بر کاربران ویکی‌پدیا
ادوارد اسنودن در سال ۲۰۱۳ فاش کرد که برنامه «آپ‌استریم» (Upstream) دولت آمریکا در حال جمع‌آوری داده‌هایی دربارهٔ افرادی است که مقالات ویکی‌پدیا را مطالعه می‌کنند. این افشاگری تأثیر قابل‌توجهی بر خودسانسوری خوانندگان داشت، به طوری که تعداد بازدیدها از مقالات مرتبط با تروریسم و امنیت به‌طور چشمگیری کاهش یافت. پس از آن، پرونده قضایی بنیاد ویکی‌مدیا علیه آژانس امنیت ملی آمریکا (NSA) مطرح شد.

## برای مطالعهٔ بیشتر
- بدی، سونیل. «افسانه اثر دلسردکننده». مجله حقوق و فناوری هاروارد، جلد. ۳۵، شماره ۱ (پاییز ۱۴۰۰)، صفحات ۲۶۷–۳۰۷.
- تحلیل سیاست کاتو شماره ۲۷۰: سرد کردن اینترنت؟ درس‌هایی از مقررات FCC در مورد پخش رادیویی
- کمپین اصلاح افترا بایگانی‌شده  در مارس ۲, ۲۰۲۱ توسط Wayback Machine اثر دلسردکننده قانون افترا در انگلیس
- پنی، جاناتان دبلیو. «درک اثرات دلسردکننده». مجله حقوقی مینه سوتا، جلد. ۱۰۶، شماره 3 (2022)، صفحات ۱۴۵۱–۱۵۳۰.